# Abd Rabú Mansúr Hádí
Abd Rabú Mansúr Hádí (arabsky عبد ربه منصور هادي‎, * 1. září 1945, Thúkajn v provincii Abjan, Adenský protektorát) je jemenský politik. Od 27. února 2012 je 2. prezidentem sjednoceného Jemenu. Dne 22. ledna 2015 na svou funkci rezignoval, parlament však oznámil, že odchod prezidenta nepřijímá.
Je představitelem strany Všeobecný lidový kongres, hegemonní síly jemenského politického systému. V letech 1994–2012 byl viceprezidentem. Funkci prezidenta prozatímně vykonával v období mezi 4. červnem a 23. zářím 2011, kdy se jeho předchůdce Alí Abdalláh Sálih musel kvůli zranění utrpěnému během jemenské revoluce roku 2011 léčit v Saúdské Arábii. Posléze byl Hádí zvolen i v přímých prezidentských volbách roku 2012, v nichž byl ovšem jediným kandidátem. Získal v nich 99,8 % hlasů.